# Phil Neville
Philip John Neville (født 21. januar 1977) er en engelsk fodboldtræner, og tidligere fodboldspiller, som er træner for Major League Soccer-klubben Portland Timbers. Han er også medejer af fodboldklubben Salford City. 
Neville spillede som back i sin karriere, og spillede i sin karriere for klubberne Manchester United og Everton. Han spillede i mange år hos Manchester United og på Englands landshold sammen med sin bror Gary Neville. 

## Karriere

### Manchester United
Neville startede som ungdomsspiller i Manchester United i 1990, hvor han ligesom sin bror Gary, startede med at spille på klubbens akademi. Han blev her del af den gruppe unge spillere som kom igennem ungdomsakademiet i starten af 1990'erne som fik kælenavnet Fergie's Fledglings. Han var her blandt spillere som hans bror Gary, Ryan Giggs, David Beckham og Paul Scholes. Han fik sin førsteholdsdebut den 28. januar 1995 i en FA Cup-kamp imod Wrexham.
Nevilles førsteholdsgennembrud kom i 1995-96 sæsonen, hvor han blev etableret som en rotationsspiller på holdet, især som resultat af hans evne til at spille både i højre og venstre side.
Neville var i sin tid hos Manchester United med til at vinde seks engelske mesterskaber, tre FA Cup-titler og Champions League én gang.

### Everton
Neville skiftede i august 2005 til Everton på en fem-årig kontrakt for omkring 33 millioner kroner. Han blev med det samme etableret som en fast mand på holdet, og i januar 2007 blev han udpeget som holdets nye anfører.
Under en kamp imod lokalrivalerne Liverpool den 30. marts 2008, blev Neville slået i ryggen af en Liverpool fan, da han skulle til at kaste et indkast. Den 48-årige fan blev senere bandlyst fra alt fodbold i England i tre år.
Ved udgangen af 2012-13 sæsonen annoncerede Neville, at han stoppede spillerkarrieren.

## Landsholdskarriere

### Ungdomslandshold
Neville har repræsenteret England på flere ungdomsniveauer.

### Seniorlandshold
Neville debuterede for Englands landshold den 23. maj 1996 i en venskabskamp imod Kina. Han spillede i kampen sammen med sin bror på landsholdsniveau for første gang.
Han var del af Englands trupper til flere internationale tungeringer, og opnåede at spille 59 landskampe, dog uden at score.

## Trænerkarriere

### Tidlige karriere
Neville begyndte sin trænerkarriere mens han stadig var aktiv som spiller, da han indtog en rolle som assistenttræner for Englands U/21-landshold i 2012. Rollen skulle egentlig bare have været for en enkelt kamp, men herefter besluttede de, at han skulle fortsætte i rollen, og være del af trænerstaben til U/21 Europamesterskabet i 2013.
I juli 2013, efter han havde stoppet spillerkarrieren, blev Neville hyret som del af trænerstaben under David Moyes hos Manchester United. Han blev hermed genforenet med Moyes, som han havde spillet under i Everton.
I januar 2015 tråde Neville sammen med Paul Scholes ind som midlertidige trænere for Salford City, efter fyringen af træner Phil Power.
I juli 2015 blev Neville hyret som assistenttræner under i den spanske klub Valencia under Nuno Espírito Santo. Nuno stoppede som træner i november af samme år, men Neville fortsatte i rollen som assistenttræner under den nye træner, som var hans bror Gary.

### Englands kvindelandshold
Neville fik sit første job som cheftræner i januar 2018, da han blev hyret som træner for Englands kvindelandshold. Han ledte England til VM 2019, hvor at de sluttede på fjerdepladsen.
Det blev i april 2020 annonceret, at Neville ville stoppe i rollen ved kontraktudløb i juli 2021. Han endte dog med at stoppe allerede i januar 2021, for at tage jobbet hos Inter Miami.

### Inter Miami
Neville blev i januar 2021 annonceret som den nye træner for Inter Miami, klubben som er ejet af hans tidligere holdkammerat David Beckham. Hans periode med klubben var dog ikke en succes, og i juni 2023 blev han fyret på grund af dårlige resultater.

### Portland Timbers
Efter kortvarigt at have arbejdet som assistent på Canadas landshold, så blev han i november 2023 hyret som cheftræner af Portland Timbers.

## Klubejer
I 2014 blev det annonceret at Neville sammen med sine tidligere holdkammerater Gary Neville, Paul Scholes, Ryan Giggs og Nicky Butt købte fodboldklubben Salford City, som på tidspunktet spillede i den ottende bedste række i England. Få måneder senere købte den singaporeanske milliardær Peter Lim halvdelen af klubben.

## Privat
Nevilles far var den tidligere cricketspiller Neville Neville og hans mor Jill arbejede som receptionist for den lokale fodboldklub Bury. Hans bror Gary Neville er også tidligere fodboldspiller, og hans søster Tracey Neville spillede netbold for England.